# Sioun
La Sioun (en russe : Сюнь ; en bachkir : Сөн ; en tatar Сөн ou Sön) est une rivière de Russie et un affluent de la rive gauche de la Belaïa, donc sous-affluent de la Volga par la Kama.

## Géographie
La Sioun arrose le Bachkortostan et le Tatarstan et se jette dans le réservoir de Nijnekamsk.
Sa longueur est 209 km (dont 74 km au Tatarstan) et son bassin hydrographique s'étend sur 4 500 km2.
Les principaux affluents de la Sioun sont les rivières Kalmiya, Sikiya, Terpelia, Beziada, au Tatarstan, et Charan en Bachkirie.
Le débit moyen de la Sioun est de 14,8 m3/s et le débit maximum a atteint 655 m3/s en 1979. Sa minéralisation maximale est de 500 à 1 000 mg/l.
Depuis 1978, la Sioun est protégée comme patrimoine naturel du Tatarstan.

## Source
- (ru) Sioun (Сюнь) (Grande Encyclopédie soviétique)